# توریون

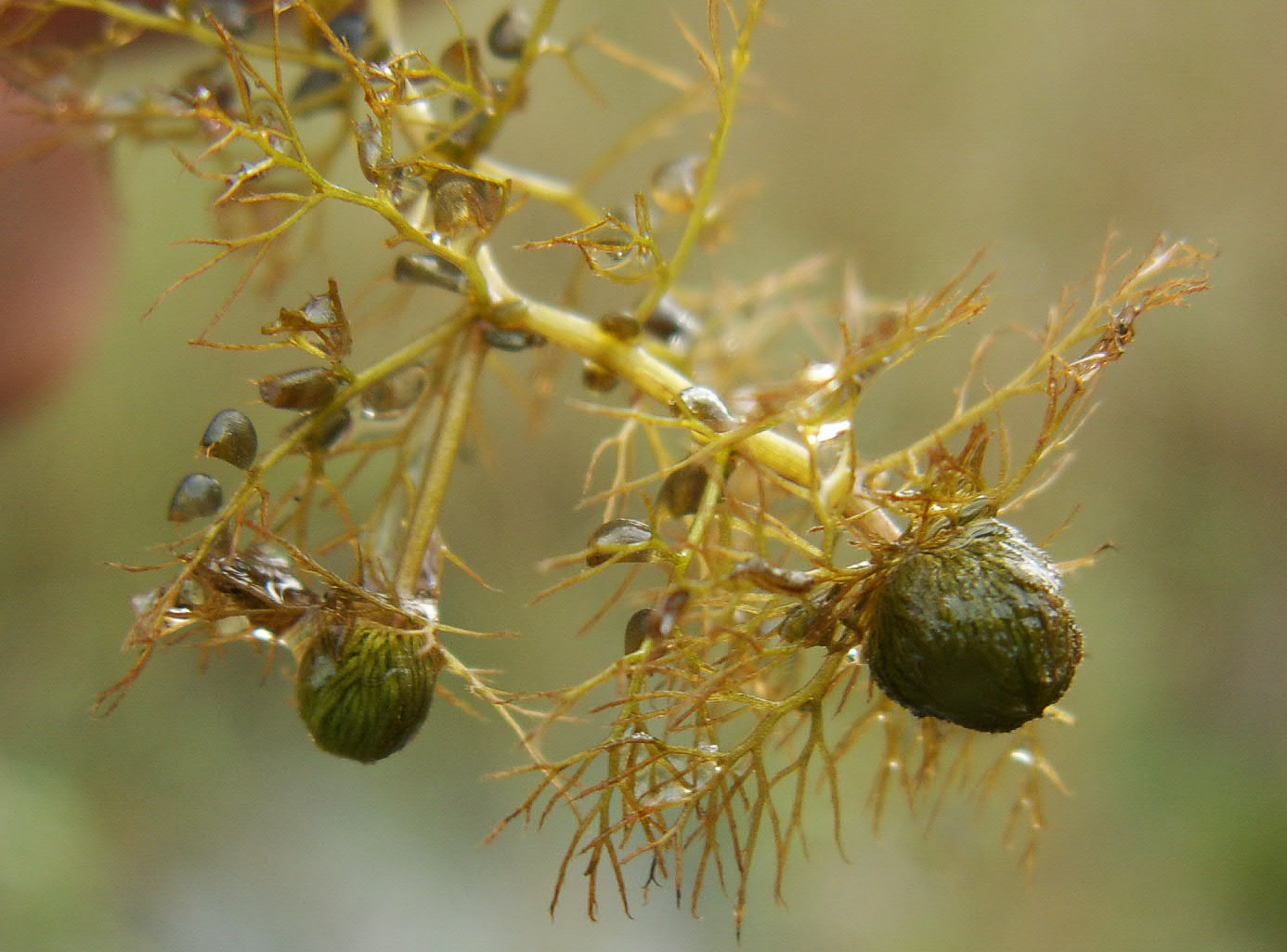
توریون‌های آتریکالاریا معمولی

توریون (به انگلیسی: Turion، از لاتین turio به معنی "سبز شدن")، نوعی غنچه است که می‌تواند به یک گیاه کامل رشد کند. توریون ممکن است یک جوانه زیرزمینی باشد. بسیاری از اعضای جنس بید علفی به تولید توریون در سطح زمین یا زیر سطح زمین معروف هستند.
برخی از گونه‌های گیاهی آبزی توریون‌های زمستان‌گذران را تولید می‌کنند، به ویژه در جنس‌های گوشاب، پرطاووسی، چرخ‌آب‌ها و علف‌انبانی. این گیاهان در پاسخ به شرایط نامساعد مانند کاهش طول روز یا کاهش دما، توریون تولید می‌کنند.
آنها از مریستم راس شاخه اصلاح شده مشتق شده‌اند و اغلب سرشار از نشاسته و شکر هستند که آنها را قادر می‌سازد به‌عنوان اندام‌های ذخیره‌ای عمل کنند. اگرچه آنها مقاوم هستند (مقاوم در برابر یخ‌زدگی)، اما احتمالاً سازگاری اصلی آنها توانایی آنها برای فرورفتن در کف یک حوضچه یا دریاچه هنگام یخ زدن آب است. از آنجایی که آب در دمای ۴ درجه سانتی‌گراد چگال‌تر از آب سردتر است در پایین می‌ماند و در این آب توریون‌ها زمستان‌گذرانی کرده، پیش از اینکه در بهار دوباره بالا بیایند. برخی از گیاهان آبزی مانند بارهنگ آبی فردار نیز مقاومت به خشکی نشان می‌دهند که به آنها اجازه داده در آبگیر بهاری زنده بمانند.